# Universidad de Rhode Island
La Universidad de Rhode Island (URI por las iniciales de su nombre en inglés, University of Rhode Island) es una universidad pública, ubicada en Kingston, Rhode Island (Estados Unidos de América). 

## Historia
Fundada en 1892 como The Rhode Island College of Agriculture and Mechanic Arts, cambió de nombre a Rhode Island State College en 1909, y en 1951 a su denominación actual.

## Programa internacional en ingeniería
Destaca su programa académico de doble grado en ingeniería (en cualquiera de las ramas que se imparten en la URI), y en una lengua extranjera (alemán, francés o español). Este programa se denomina International Engineering Program (IEP). El programa internacional de ingeniería en español (SIEP) tiene convenios con la Universidad de Cantabria (Santander), la Universidad de Navarra (campus de San Sebastián) y la Universidad de Zaragoza en España y con el Instituto Tecnológico y de Estudios Superiores de Monterrey en México. Los alumnos del SIEP pasan un año en uno de estos dos países.  Durante el primer semestre cursan estudios en una de las ya citadas Universidades. Durante el segundo semestre realizan prácticas en una empresa.

## Deportes
URI compite en la Atlantic Ten Conference de la División I de la NCAA
En vela, ganó en 1990 la Sywoc, siendo la primera universidad estadounidense en hacerlo, y la única hasta el momento.